# Діні Боржес
Діні (порт. Diney, нар. 17 січня 1995, Таррафал) — кабовердійський футболіст, захисник клубу «Марітіму».

## Клубна кар'єра
Діні розпочав свою молодіжну кар'єру у «Віторії» (Сетубал) в 2010 році, де провів чотири сезони, після чого перебрався до структури «Марітіму». 30 листопада 2014 року Діні зробив свій професійний дебют за «Марітіму B» Сегунді проти «Санта-Клари». Після низки хороших виступів за дубль, Діні був включений у заявку на матч першої команди проти «Уніау Мадейра», проте в подальшому продовжив грати за дубль.